# Chromis axillaris
Chromis axillaris là một loài cá biển thuộc chi Chromis trong họ Cá thia. Loài này được mô tả lần đầu tiên vào năm 1831.

## Từ nguyên
Tính từ định danh axillaris trong tiếng Latinh có nghĩa là "ở nách", hàm ý có lẽ đề cập đến đốm đen ở gốc vây ngực của loài cá này.

## Phân bố và môi trường sống
Ở Tây Ấn Độ Dương, C. axillaris được tìm thấy dọc theo đường bờ biển Đông Phi (từ Somalia đến Mozambique) và ngoài khơi Mauritius; còn ở Tây Thái Bình Dương, C. axillaris chỉ được tìm thấy tại Nouvelle-Calédonie.
C. axillaris được thu thập ở độ sâu khá lớn, khoảng 60–80 m.

## Mô tả
C. axillaris có chiều dài cơ thể lớn nhất được ghi nhận là 10 cm. Cơ thể đặc trưng bởi một dải đen bao quanh cuống đuôi.
Số gai ở vây lưng: 14; Số tia vây ở vây lưng: 13–14; Số gai ở vây hậu môn: 2; Số tia vây ở vây hậu môn: 12–13; Số gai ở vây bụng: 1; Số tia vây ở vây bụng: 5.

## Sinh thái học
Thức ăn của C. axillaris có thể là động vật phù du. Cá đực có tập tính bảo vệ và chăm sóc trứng; trứng có độ dính và bám vào nền tổ.